# 豊栄建設
豊栄建設株式会社（ほうえいけんせつ）は、北海道札幌市中央区に本社を置く住宅メーカーである。
999万円からの家づくりをコンセプトに、注文住宅はもちろん、土地探し、リフォーム、リノベーションも扱っている。注文住宅では、在来工法、2×6工法を扱い、LIXILと共同開発したウレタン断熱パネルでリーズナブルながら高品質の住宅を提供している。2016年2017年、北海道住宅通信社調べにて札幌市内確認申請件数1位となる。
施工範囲は、札幌、江別、小樽、千歳、恵庭、苫小牧、その他近郊。
自社土地（注文住宅用地）を多数所有し、家づくりが初めてでも、安心して、土地探し、注文住宅の建築、将来的なリフォームまで対応が可能。また、大型分譲地の自社開発も行っているため、市内のニュータウンなど、子育て世代にとってぴったりな土地、注文住宅などの住まいに関する相談ができる。

## 概要
1978年の設立当初は大手ハウスメーカーの下請けとして施工を行っていたが、後に自社建設に転向。1996年に企画住宅『チャレンジ999』、2002年に自由設計をうたった『チャレンジ999フリープラン』を発表。札幌圏を中心に営業展開している。
2017年、ワールドホールディングスの100%子会社となる。
2020年3月に、エンデバー・ユナイテッド2号投資事業有限責任組合が全株式を取得。
2020年7月に、株式移転により、豊栄ホールディングス（現：ロゴスホールディングス）が全株式を取得し、100％子会社となる。
2021年1月に、豊栄ホールディングスとロゴスホールディングスが合併し、株式会社ロゴスホールディングスの100子会社となる。

## 営業所
- ショールーム『ハウジングラボ サッポロ』（札幌市中央区北8条西12丁目28）
- 苫小牧営業所（苫小牧市旭町3丁目7-6）